# 啊，久违了，我的武器
《啊，久违了，我的武器》（阿拉伯语：والله زمان يا سلاحي）曾经是阿拉伯联合共和国（包括埃及与叙利亚）的国歌。尽管在1971年阿拉伯联合共和国解体，直到1979年时，埃及仍以此为国歌。

## 历史

### 战时

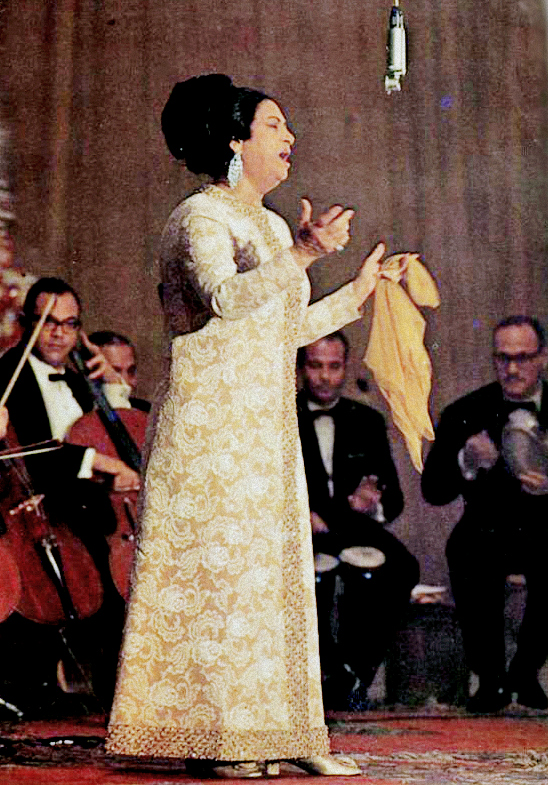
乌姆·库勒苏姆

这首歌的词作者是萨拉赫·扎辛，曲作者是卡迈勒·阿尔·塔维尔。此曲（除去歌词）也被伊拉克在1965-1981年作为国歌。
《啊，久违了，我的武器》是一首民族主义歌曲，由乌姆·库勒苏姆在1956年演出，此时期由于苏伊士运河危机，埃及宣称被英国、法国、以色列入侵，亦被阿拉伯世界称之为三方侵略。由于其强烈的民族主义精神与民族抵抗呼声，此时期该歌曲被埃及频繁播放，频率甚至有时高达十分钟一次。

### 战后
因为战时流行的原因，这首歌被之后两年建立的阿拉伯联合共和国选定为国歌，取代了先前的埃及王国的国歌《Es Salaam el Gamhouri el Masri》与前叙利亚国歌。
1979年，埃及选定《祖国，祖国，祖国》作为国歌至今。